# Reddingsvest

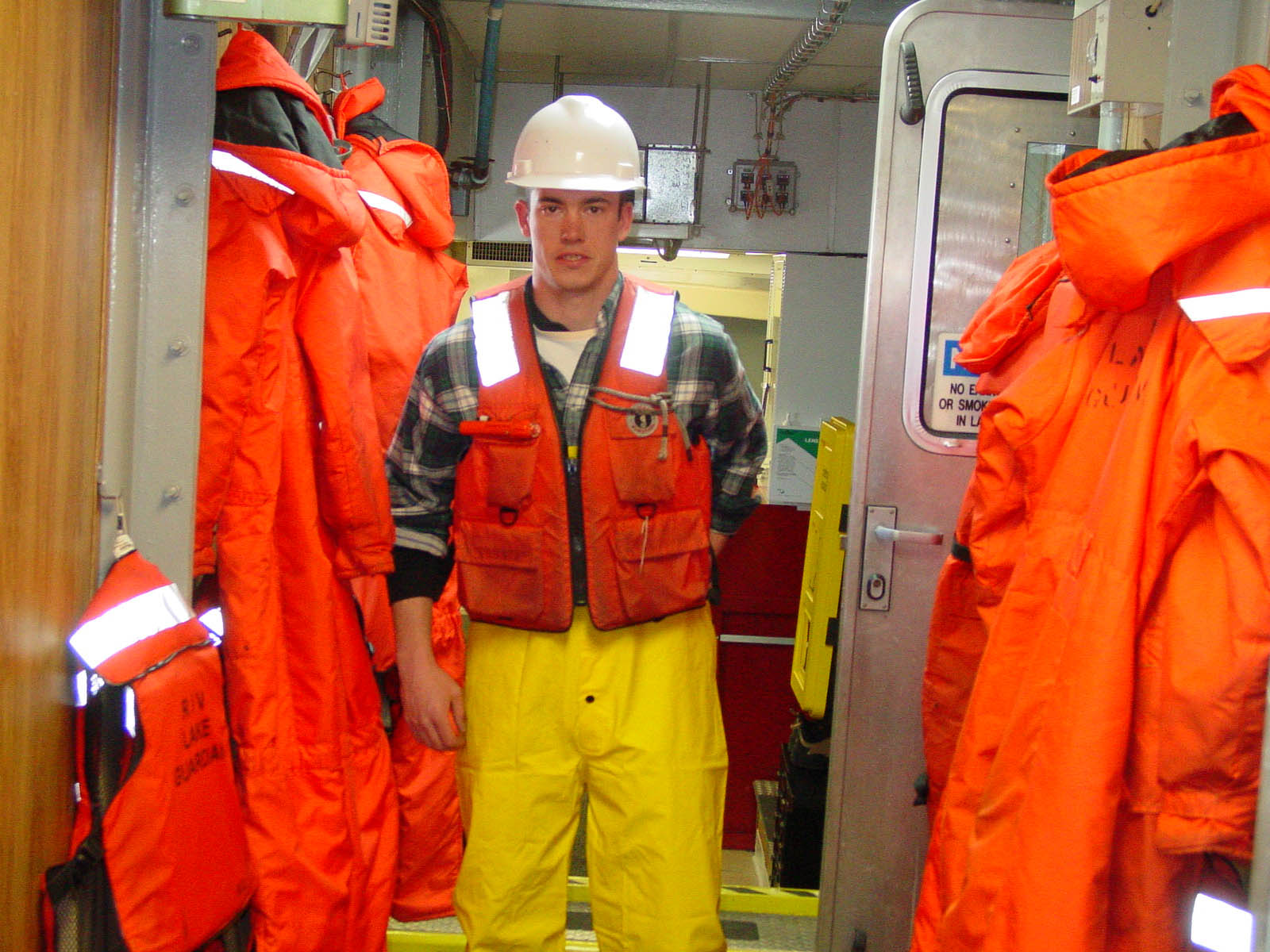
Een man met een reddingsvest aan

Het reddingsvest is een reddingsmiddel dat dient om een drenkeling veilig drijvend te houden. Het reddingsvest corrigeert een verkeerde houding in het water, zodat het gezicht altijd boven water zal blijven waardoor verdrinking verhinderd wordt, ook bij een bewusteloze drenkeling.

## Reddingsvest en zwemvest
Naast het reddingsvest is er ook het zwemvest, maar dat is alleen een drijfhulpmiddel. Dit vest heeft minder drijfvermogen dan een reddingsvest en geen corrigerende eigenschappen voor de houding van de drenkeling. Dit hulpmiddel is meer bedoeld voor sporters waar een reddingsvest de beweging te veel belemmert, zoals bij het het zeilen, surfen en kanovaren.

## Europese normen
Er zijn vier Europese Normen EN, reeds vervallen en vervangen door NEN-EN-ISO normen 12402-2 t/m 12402-4, voor reddingsvesten en drijfhulpmiddelen, die elk een type reddingsvest omschrijven die voor een specifieke groep gebruikers geschikt zijn: 
- EN 393: 50 newton drijfvermogen. Drijfhulpmiddel of zwemvest - Alleen geschikt voor goede zwemmers die zich in beschut water bevinden. Niet veilig bij bewusteloosheid. Geschikt voor personen vanaf 40 kg.
- EN 395: 100 newton drijfvermogen. Reddingsvest - Geschikt voor volwassenen en kinderen die kunnen zwemmen die zich bevinden op binnenwater of beschut water. Deze vesten zijn beperkt veilig bij bewusteloosheid, afhankelijk van de gedragen kleding.
- EN 396: 150 newton drijfvermogen. Reddingsvest - Geschikt voor zowel zwemmers als niet-zwemmers. Dit vest is onder vrijwel alle omstandigheden veilig bij bewusteloosheid. Bij het dragen van zware waterdichte kleding beperkt veilig bij bewusteloosheid.
- EN 399: 275 newton drijfvermogen. Reddingsvest - Geschikt voor zowel zwemmers als niet-zwemmers op open zee en onder extreem zware weersomstandigheden. Dit vest is ook geschikt voor dragers van zware waterdichte kleding en is onder vrijwel alle weersomstandigheden volkomen veilig bij bewusteloosheid.

Verder schrijft de EN-normering voor reddingsvesten nog voor, dat alle vesten:
- In opgeblazen toestand een felle opvallende kleur en reflecterende strepen hebben, muv. het zwemvest,
- Een kanteltijd hebben van 5 seconden of minder en
- De mond minimaal 8 cm boven het water moeten houden, de vrijboordhoogte.

De geschiktheid van een reddingsvest wordt verder nog bepaald door gewicht en lichaamsbouw van de drager. Mensen met bijvoorbeeld één been moeten een aangepast reddingsvest dragen om hiervoor te corrigeren. In het label van het vest staat vermeld voor welke groep gebruikers het geschikt is.

## Varianten
Binnen deze groepen reddingsvesten is er ook weer een onderverdeling te maken in vesten met een vaste vulling of met een gasvulling. Reddingsvesten met een vaste vulling zijn bijzonder geschikt voor personen die regelmatig in het water vallen, zoals spelende kinderen, waterskiërs en (wind)surfers. Het grote nadeel van deze vesten is hun grote omvang. De schuimblokken in het vest zitten vaak in de weg bij werkzaamheden.
Voor gebruikers die ongehinderd moeten kunnen werken, is het opblaasbare reddingsvest ontwikkeld. Het opblaasbare reddingsvest is er in twee uitvoeringen: halfautomatisch en volautomatisch:
- Bij de halfautomatische uitvoering moet de drenkeling zelf aan een touwtje trekken om het vest te activeren. Hierdoor wordt een slagpin in een CO2-patroon gedreven waardoor het gas vrijkomt en het vest zichzelf opblaast. Dit vest is niet geschikt voor bewusteloze drenkelingen, omdat deze natuurlijk het vest niet zelf kunnen activeren. Wel is dit type vest het enige dat gebruikt kan worden door bemanning en passagiers van helikopters die offshore vliegen. Andere types zouden het ontsnappen uit een gestrande en zinkende helikopter onmogelijk maken.
- Het volautomatische vest blaast zichzelf op nadat een zouttablet is opgelost in het omringende water. Door het oplossen van het zouttablet wordt de slagpin geactiveerd en het vest opgeblazen. Er bestaan van dit type vesten die in een jas zijn ingebouwd, waardoor ze gemakkelijker bij nat en koud weer kunnen worden gedragen.